# Fontanella
Fontanella ist eine Gemeinde im Bezirk Bludenz im österreichischen Bundesland Vorarlberg mit 468 Einwohnern (Stand 1. Jänner 2024) sowie ein Weiler.
Die Gemeinde liegt auf durchschnittlich 1145 m ü. A. im nördlichsten Teil des Großen Walsertals.

## Geografie

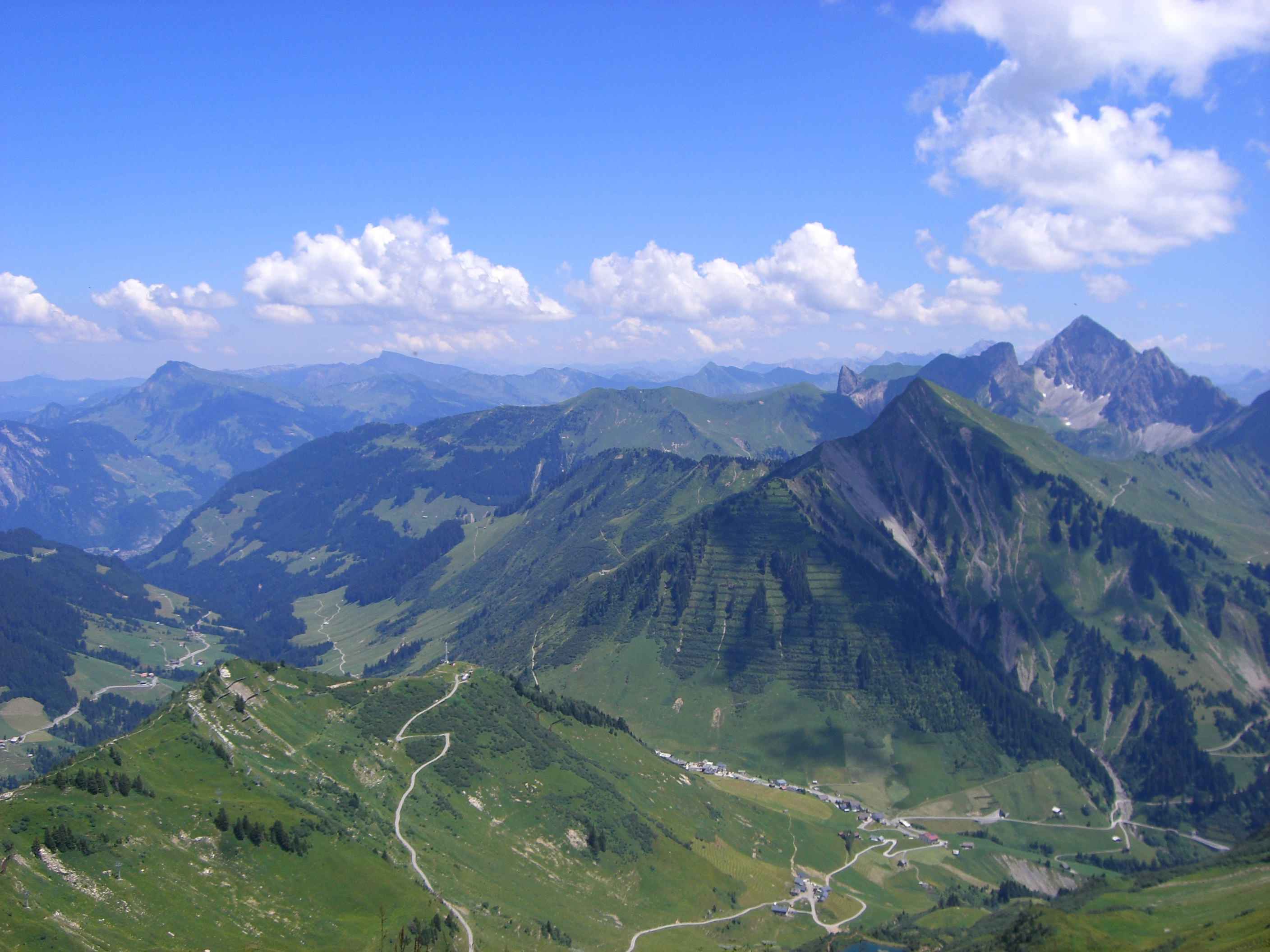
Blick vom Glatthorn auf das Faschinajoch

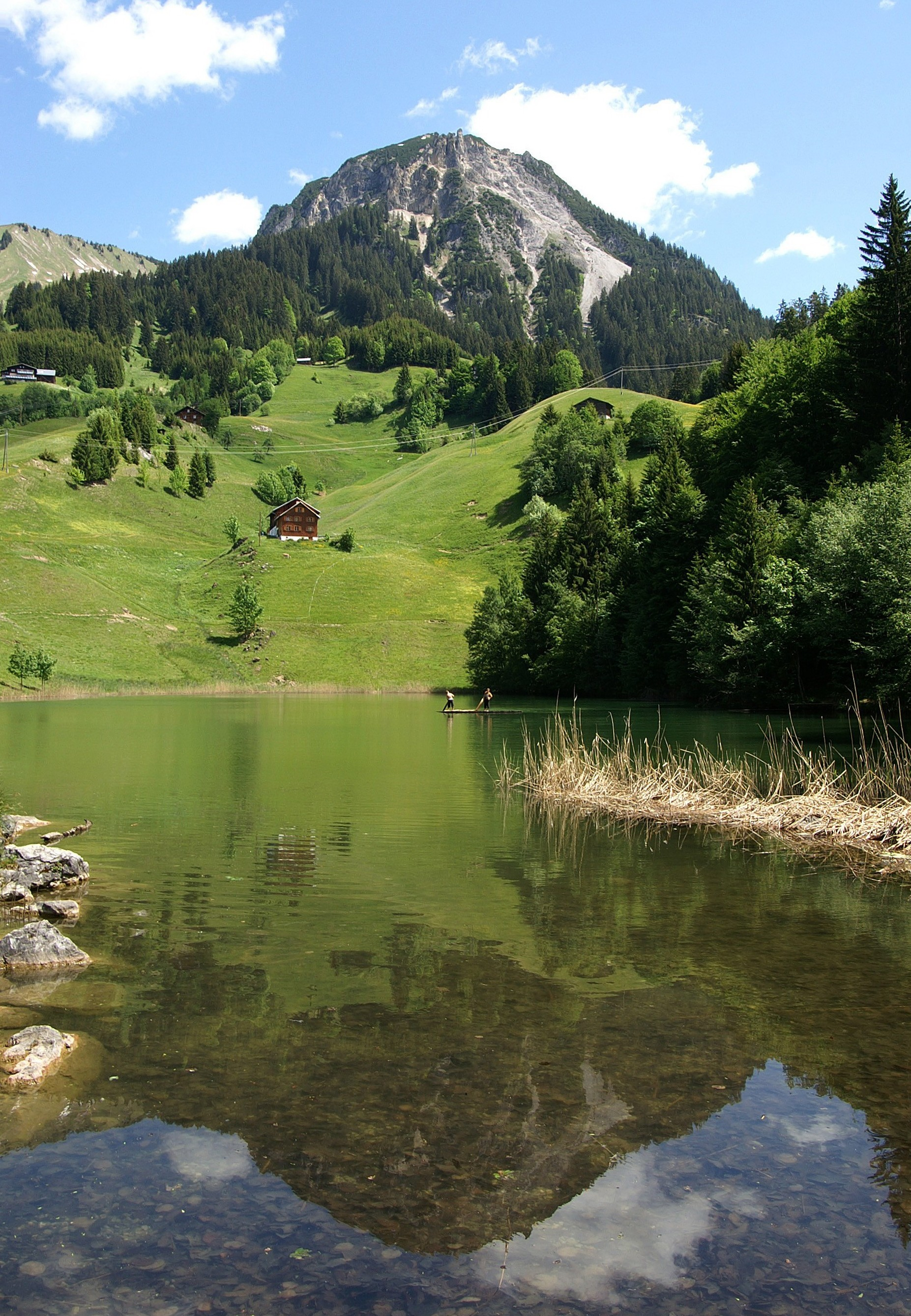
Blick vom Seewaldsee auf die Blasenka

Fontanella ist das höchstgelegene Gebirgsdorf des „Biosphärenparks Großes Walsertal“. 29,5 % der Fläche sind bewaldet, 52,1 % der Fläche Alpen. Durch seine Lage am nordöstlichen Ende des Großen Walsertals kann über das Faschinajoch das Bregenzerwälderdorf Damüls erreicht werden.

### Gemeindegliederung
Das Gemeindegebiet umfasst folgende sieben Ortschaften (in Klammern Einwohnerzahl Stand 1. Jänner 2024):
- Faschina (29)
- Fontanella (239)
- Garlitt (8)
- Mittelberg (122)
- Säge (8)
- Seewald (7)
- Türtsch (55)

Die Gemeinde besteht aus der Katastralgemeinde Fontanella.

### Nachbargemeinden
| Damüls (B) |                                             | Au (B) |
| Blons      | Kompassrose, die auf Nachbargemeinden zeigt |        |
|            | Sonntag                                     |        |

## Geschichte
Der Ort wurde im 14. Jahrhundert von Walliser Kolonisten, welche über Graubünden-Laterns-Damüls in diesen Raum gelangten, besiedelt und gehörte zum Walsergericht Damüls.
Erstmals urkundlich erwähnt wurde der Ort Fontanella 1363 als „Funtanell“. Der Ortsname leitet sich von einem romanischen Wort, der Verkleinerungsform von „fontana“ (= Brunnen, Quelle) ab. Er wurde von einer alten Heilquelle in diesem Gebiet übernommen. Das „Heilbrünnlein“ soll aus einer eisenhaltigen Quelle gespeist worden sein. Der Ort kam 1390 zusammen mit der Herrschaft Feldkirch an Österreich.
Die Habsburger regierten die Orte in Vorarlberg wechselnd von Tirol und Vorderösterreich (Freiburg im Breisgau) aus. Von 1805 bis 1814 gehörte der Ort zu Bayern, dann wieder zu Österreich. Zum österreichischen Bundesland Vorarlberg gehört Fontanella seit der Gründung 1861.
Der Ort war 1945 bis 1955 Teil der französischen Besatzungszone in Österreich.
- Siehe auch: Lawinenkatastrophe  von 1954  in Vorarlberg

### Bevölkerungsentwicklung
Der Anteil nicht österreichischer Staatsbürger lag Ende 2002 bei 5,7 Prozent und 2018 bei 5,0 Prozent.
Die Wanderungsbilanz ist seit 1981 negativ, konnte aber bis 2001 durch die stark positive Geburtenbilanz ausgeglichen werden. Nach 2001 nahm die Geburtenrate ab und die Abwanderung nahm zu, sodass es zu einem Rückgang der Einwohnerzahl kam.

## Kultur und Sehenswürdigkeiten

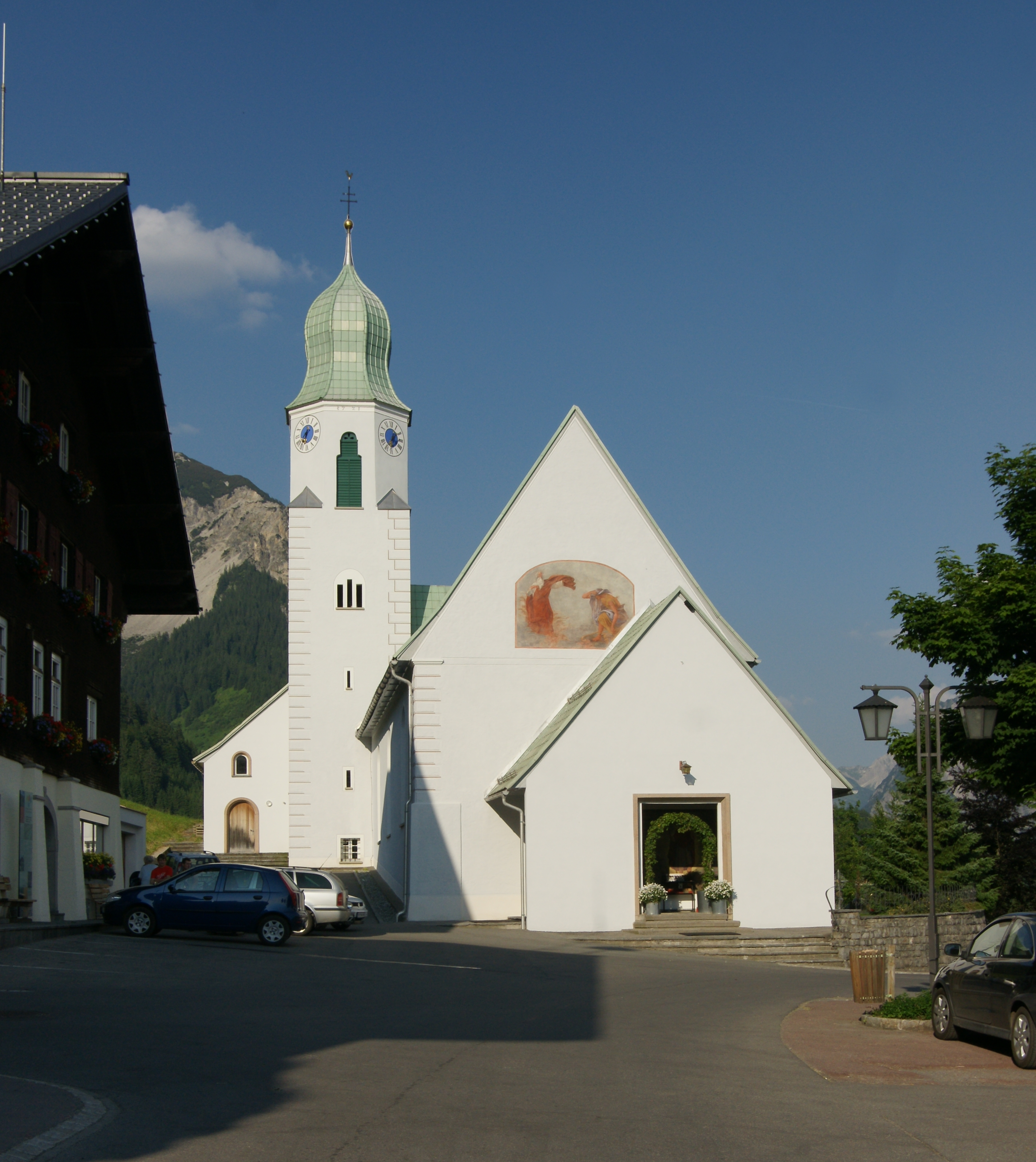
Pfarrkirche Fontanella

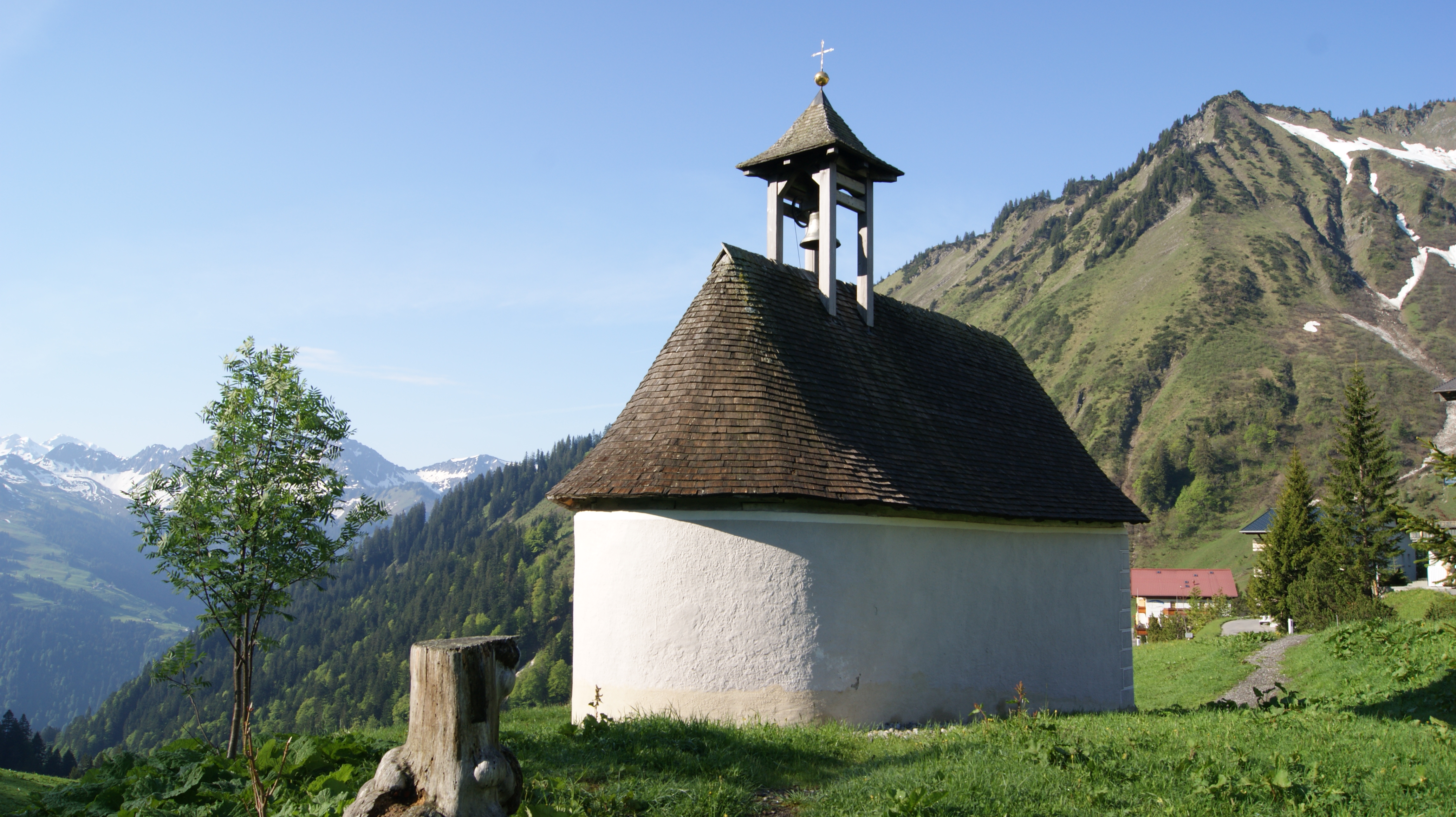
Kapelle Hl. Anna

- Katholische Pfarrkirche Fontanella hl. Sebastian: Die barocke Kirche wurde von 1664 bis 1673 erbaut und im Jahr 1847 vergrößert und steht im Dorf Kirchberg.
- Die Kapelle Hl. Anna in Faschina wurde um 1700 als Stiftung von Josef Hartmann (später Bürgermeister von Wien) erbaut.

### Regelmäßige Veranstaltungen
- Obergrechter Isamännli (Triathlon):  Jährlich im Juli startet in Fontanella beim Seewaldsee das 'Obergrechter Isamännli' – eine Triathlon-Sportveranstaltung. Nach einem Schwimm-Rundkurs im See geht es über eine Laufstrecke ins Dorfzentrum von Fontanella und dann mit dem Fahrrad nach Faschina ins Ziel.

## Wirtschaft und Infrastruktur
Am Ort gab es im Jahr 2003 18 Betriebe der gewerblichen Wirtschaft mit 102 Beschäftigten und 6 Lehrlingen. Lohnsteuerpflichtige Erwerbstätige gab es 180. Tourismus und Fremdenverkehr sind wichtig. Im Tourismusjahr 2001/2002 gab es insgesamt 70.365 Übernachtungen.
In Fontanella gibt es einen Kindergarten. Am Ort gibt es (Stand im Januar 2003) 29 Schüler.

## Politik

### Gemeindevertretung
In Vorarlberg wählen die Bürger alle fünf Jahre die Mitglieder der Gemeindevertretung durch Ankreuzen eines Listen-Wahlvorschlages bzw. durch Mehrheitswahl wenn kein Listenvorschlag vorliegt. Weiters den Bürgermeister durch Ankreuzen eines Wahlvorschlages.
Die Gemeindevertretung wählt in der konstituierenden Sitzung aus ihrer Mitte – sofern keine Wahl durch die Bürger zustande kam – gemäß § 61 Gemeindegesetz einen Bürgermeister und dann einen mindestens dreiköpfigen Gemeindevorstand. Die Zahl dieser „Gemeinderäte“ darf aber gemäß § 55 den vierten Teil der Zahl der Gemeindevertreter nicht übersteigen.
Der Bürgermeister führt den Vorsitz bei den generell öffentlichen Sitzungen der Gemeindevertretung, in denen kommunale Belange besprochen und Beschlüsse gefasst werden. Beobachter haben kein Mitspracherecht und kein Stimmrecht. Die Gemeindevertretung kann nach Bedarf Ausschüsse bestellen. Sitzungen des Gemeindevorstandes und der Ausschüsse sind nicht öffentlich.

#### Sitzverteilung nach den Wahlen
- Gemeindevertretungswahlen 1985: Allgem. Wählerschaft 9.[7]
- Gemeindevertretungswahlen 1990: Allgem. Wählerschaft 9.[8]
- Gemeindevertretungswahlen 1995: Allgemeine Bürgerl. Fontanella 9.[9]
- Gemeindevertretungswahlen 2000: ÖVP Fontanella 9.[10]
- Gemeindevertretungswahlen 2005: ÖVP Fontanella 9.[11]
- Gemeindevertretungswahlen 2010: ÖVP Fontanella 9.[12]
- Gemeindevertretungswahlen 2015: Liste Fontanella 9.[13]
- Gemeindevertretungswahlen 2020: Liste Fontanella 9.[14]
- Gemeindevertretungswahlen 2025: Liste Fontanella 9.[15]

### Bürgermeister
- 1945–1947 Franz Josef Burtscher[16]
- 1947–1975 Wilhelm Burtscher[16]
- 1975–1985 Josef Müller[16]
- 1985–1995 Paul Sperger[16]
- 1995–2000 Sebastian Bickel[16]
- 2000–2001 Erich Ganner[16][17]
- 2001–2010 Sebastian Bickel (ÖVP)[16][17][18]
- seit 2010 Werner Konzett (ÖVP)[19]

### Wappen
Das Wappen wurde am 27. Jänner 1970 verliehen mit folgender Beschreibung: Im quergeteilten Schild zwei fünfzackige rote Wallisersterne im oberen silbernen Feld und eine zweiarmige silberne Waage im unteren grünen Feld.

## Persönlichkeiten

### Söhne und Töchter der Gemeinde
- Josef Hartmann (1662–1732), Stadtrichter, Stadtrat und Bürgermeister von Wien, Stifter der St. Annakapelle auf Faschina